# 第603飛行隊 (航空自衛隊)
第603飛行隊（だい603ひこうたい、JASDF 603rd Squadron）は、航空自衛隊警戒航空団飛行警戒監視群隷下の早期警戒機部隊である。那覇基地に所属し、E-2C早期警戒機を運用している。

## 概要
航空自衛隊では、警戒航空隊隷下の飛行警戒監視隊でE-2C早期警戒機を集中運用していたが、2010年代に入り、中国と国境を接する南西地域のスクランブル回数が増大したため、2012年頃より三沢基地から那覇基地へ移動訓練隊としてE-2Cの派遣が開始された。
2013年（平成25年）12月17日に閣議決定された防衛大綱（25大綱）にて1個警戒飛行隊を新編して那覇基地に配備することが盛り込まれ、2014年（平成26年）4月20日に警戒航空隊の改編により第603飛行隊が新編された。

## 沿革
- 2012年（平成24年） - 三沢基地の飛行警戒監視隊（現第601飛行隊）より移動訓練隊として、E-2C早期警戒機の那覇基地派遣開始[2]。
- 2014年（平成26年）4月20日 - 警戒航空隊改編により、「第603飛行隊」として那覇基地で発足[4]。
- 2018年（平成30年）7月17日 - 那覇基地にて着陸滑走中にE-2Cのタイヤがパンクし、滑走路上で停止する事故が発生[5]。

## 歴代運用機
- 早期警戒機
  - E-2C（2014年～）